# قسم لاريجان السفلي الريفي (مقاطعة آمل)
قسم لاریجان السفلی الريفي (بالفارسية: دهستان لاریجان سفلی) هي قسم تقع في إيران في مازندران. يقدر عدد سكانها بـ 2,863 نسمة .